# 士業
士業（しぎょう、さむらいぎょう）とは、日本における名称末尾に「士」の字を用いる職業（弁護士、司法書士等）の俗称である。医師、薬剤師など「師」の字を持つ職業を含め、士師業（師士業、ししぎょう）とも呼ばれる。

## 歴史
元々「士」の字は、江戸時代以前は以下のような意味で用いられていた。
1. 官位・俸禄を有する者
2. 侍
3. 軍人
4. 男子
5. 学問・道徳があって尊敬すべき人物

明治維新後、西洋式の法律や制度を導入するにあたり、職業名としても「士」の字が用いられるようになった。
末尾に「師」の文字がつく職業は、「陰陽師」など江戸時代以前から存在し、歴史的には「士」のつく職業より古い。しかし、現代に続く職業名は「医師」と「薬師（薬剤師）」だけであり、その他の職業について「師」の字を使用する慣行が定着したのは、「士」のつく職業と同様に明治以降である。

## 士業の専門性と業務
国家資格を有する士業については、資格の認定プロセス（国家試験の合格、実務修習の修了等）を通して、当該業務分野に関する専門性が法的に担保される。これらの士業には、制度的に担保された専門性を背景に独占業務を認められているものも多い。
士業の多い分野として、司法、会計、不動産、建築、土木、医療、福祉などがある。特に医療、土木、建築は、業務が対象者の生命、身体、精神、財産、生活に直接関わるとともに、公共の安全にも重大な影響を与えるため、社会的責任の大きな士業として免許を得るための国家試験についての受験資格を得るだけでも数年を要するものが多い。
士業には営利目的ではなく職能であるという意味が込められていることがある。したがって一部の士業では、営利事業に関与・兼業することが当然には許されていないことがある（許可制・届出制となっている場合もある。）。また、各士業が所属する団体として職能団体が設けられることがある（国家資格においては職能団体の設立および加入が法律上義務づけられていることもある。）。
また、士業の中には、その職域において専門性が高く、その該当する法令に「専門家」として明示されているものもある。（専門家としての士業を参照）

## 士業の開業・就業
士業としての業務を行うためには、国家試験に合格するだけでなく、監督官庁等に登録することが必要となることが多い。また、公認会計士等、登録に伴い一定の実務経験が必要とされる場合もある。
登録などによって士業として業務を行いうる状態になった後は、個人事業主として開業するか、または既存の事務所・事業所に勤務するかを選択できることが多い。ただし、実際にどのような勤務形態が選ばれることが多いかは各士業により異なる。登録後他人の経営する事務所や事業所に勤務して経験を積み、その後本人のキャリアプランに応じて独立を検討する士業が多いと思われるが、行政書士のように既存の事務所の求人がほとんどなく、登録後即独立開業（いわゆる即独）することが一般的といわれる業界もある。
宅地建物取引士や通関士のように、社内において専門業務を担うことが役割とされ（いわゆる必置資格）、個人事業主としての開業が予定されていない資格もある（資格を取得した者が勤務先を退職し、自分で別法人を立ち上げ新法人における必置資格者となる形での「独立開業」は可能であることもある。）。
社会福祉士のように、現行法上業務独占資格ではなく名称独占資格であっても独立開業する者がいる場合もある。
なお、民間資格の運営業者の中には士業としての開業を謳うものもあるが、法令上独占できる業務はない点に注意を要する。民間資格の「〜士」は法令上は純然たる無資格者であり、他資格の独占業務となっている業務を行えば、多くの場合犯罪行為となる。

## 士業の例

### 専門家としての士業
士業のうち、その職域において専門性が高く、該当法令に「専門家」として明示されている国家資格者は以下の通り。
- 公認会計士（監査及び会計の専門家）

公認会計士法第一条
公認会計士は、監査及び会計の専門家として、独立した立場において、財務書類その他の財務に関する情報の信頼性を確保することにより、会社等の公正な事業活動、投資者及び債権者の保護等を図り、もつて国民経済の健全な発展に寄与することを使命とする。
- 税理士（税務に関する専門家）

税理士法第一条
税理士は、税務に関する専門家として、独立した公正な立場において、申告納税制度の理念にそつて、納税義務者の信頼にこたえ、租税に関する法令に規定された納税義務の適正な実現を図ることを使命とする。
- 弁理士（知的財産に関する専門家）

弁理士法第一条
弁理士は、知的財産（知的財産基本法（平成十四年法律第百二十二号）第二条第一項に規定する知的財産をいう。以下この条において同じ。）に関する専門家として、知的財産権（同条第二項に規定する知的財産権をいう。）の適正な保護及び利用の促進その他の知的財産に係る制度の適正な運用に寄与し、もって経済及び産業の発展に資することを使命とする。
- 宅地建物取引士（宅地又は建物の取引の専門家）

宅地建物取引業法第十五条
宅地建物取引士は、宅地建物取引業の業務に従事するときは、宅地又は建物の取引の専門家として、購入者等の利益の保護及び円滑な宅地又は建物の流通に資するよう、公正かつ誠実にこの法律に定める事務を行うとともに、宅地建物取引業に関連する業務に従事する者との連携に努めなければならない。
- 司法書士（登記、供託、訴訟その他の法律事務の専門家）

司法書士法第一条
司法書士は、この法律の定めるところによりその業務とする登記、供託、訴訟その他の法律事務の専門家として、国民の権利を擁護し、もつて自由かつ公正な社会の形成に寄与することを使命とする。
- 土地家屋調査士（不動産の表示に関する登記及び土地の筆界を明らかにする業務の専門家

土地家屋調査士法第一条
土地家屋調査士（以下「調査士」という。）は、不動産の表示に関する登記及び土地の筆界（不動産登記法（平成十六年法律第百二十三号）第百二十三条第一号に規定する筆界をいう。第三条第一項第七号及び第二十五条第二項において同じ。）を明らかにする業務の専門家として、不動産に関する権利の明確化に寄与し、もつて国民生活の安定と向上に資することを使命とする。

### 八士業
士業のうち、戸籍・住民票などについて、職務上必要な場合において職務上請求を行う権限が認められている主要なものは8士業と呼ばれる。
- 弁護士、司法書士、弁理士、税理士、社会保険労務士、行政書士、土地家屋調査士、海事代理士

#### 八士業の専門領域
|    | 名称           | 現行 根拠法      | 成立年 | 制度成立時から現在までの根拠法令の変遷                                   | 監督官庁                            | 主な独占業務                                                                                              |
| １ | 弁護士         | 弁護士法         | 1893年 | 1872年太政官達司法職定制後1893年弁護士法                                 | なし・ 日本弁護士会連合会による自治 | 訴訟手続など法律事務全般                                                                                  |
| 2  | 司法書士       | 司法書士法       | 1935年 | 1872年太政官達司法職定制後、 1919年司法代書人法を経て1935年司法書士法    | 法務省                              | 不動産権利登記・商業登記・供託についての代理、 法務局・裁判所・検察庁に提出する書類作成、簡裁訴訟代理など |
| 3  | 弁理士         | 弁理士法         | 1921年 | 1899年特許代理業者登録規則、 1909年特許法第16条第1項を経て1921年弁理士法 | 特許庁                              | 特許等に関する特許庁などの機関への手続代理など                                                            |
| 4  | 税理士         | 税理士法         | 1951年 | 1942年税務代理士法を経て1951年税理士法                                   | 国税庁                              | 税務代理など                                                                                              |
| 5  | 社会保険労務士 | 社会保険労務士法 | 1968年 | 社会保険労務士法                                                         | 厚生労働省                          | 労働社会保険諸法令に基づく申請代理など                                                                    |
| 6  | 行政書士       | 行政書士法       | 1951年 | 行政書士法                                                               | 総務省 （都道府県知事）             | 官公署に提出する書類の作成、権利義務・事実証明に関する書類の作成など                                      |
| 7  | 土地家屋調査士 | 土地家屋調査士法 | 1950年 | 土地家屋調査士法                                                         | 法務省                              | 不動産表示登記についての調査・測量・申請代理、 筆界特定手続代理、民間紛争解決手続代理など                 |
| 8  | 海事代理士     | 海事代理士法     | 1951年 | 海事代理士法                                                             | 国土交通省                          | 海事に関する行政機関への申請、届出、登記その他の手続代理など                                              |

また、8士業から海事代理士を除いたものを7士業と呼ぶこともあり、7士業に公認会計士、中小企業診断士、不動産鑑定士の3つを加えたものを10士業と呼ぶこともある。これら10士業はいずれも商工業と密接な関係にあることから、商工会議所等が主催する10士業合同相談会や資格説明会が各地で開催されている。

### 士業の一覧
| 資格名         | 関連資格等             |
| -------------- | ---------------------- |
| 弁護士         | 法曹、外国法事務弁護士 |
| 司法書士       |                        |
| 弁理士         |                        |
| 社会保険労務士 |                        |
| 行政書士       |                        |
| 通関士         |                        |
| 土地家屋調査士 |                        |
| 海事代理士     |                        |

| 資格名                               | 関連資格等 |
| ------------------------------------ | --- |
| 公認会計士                           | 米国公認会計士、農業協同組合監査士、水産業協同組合監査士、森林組合監査士                                                                                             |
| 税理士                               | |
| 中小企業診断士                       | |
| ファイナンシャル・プランニング技能士 | |
| 労働安全コンサルタント               | 「士」はつきませんが、厚生労働大臣が認めた労働安全・労働衛生のスペシャリストとして、労働者の安全衛生水準の向上のため、事業場の診断・指導を行う国家資格（士業）です。 |
| 労働衛生コンサルタント               | 「士」はつきませんが、厚生労働大臣が認めた労働安全・労働衛生のスペシャリストとして、労働者の安全衛生水準の向上のため、事業場の診断・指導を行う国家資格（士業）です。 |

| 資格名               | 関連資格等                                 |
| -------------------- | ------------------------------------------ |
| 建築士               | 一級建築士、二級建築士、木造建築士         |
| 建築設備士           |                                            |
| 施工管理技士         | 一級建築施工管理技士、二級建築施工管理技士 |
| 宅地建物取引士       |                                            |
| 土地改良換地士       |                                            |
| 土地区画整理士       |                                            |
| 不動産鑑定士         |                                            |
| マンション管理士     |                                            |
| 賃貸不動産経営管理士 |                                            |

| 資格名                   |
| ------------------------ |
| 海技士                   |
| 潜水士                   |
| 測量士                   |
| 気象予報士               |
| 技術士                   |
| 土木作業管理技士         |
| 発破技士                 |
| クレーン・デリック運転士 |
| 移動式クレーン運転士     |
| 揚貨装置運転士           |
| ボイラー技士             |
| ボイラー整備士           |
| ボイラー溶接士           |
| 計量士                   |
| エネルギー管理士         |
| 作業環境測定士           |
| 臭気判定士               |
| 液化石油ガス設備士       |
| 消防設備士               |
| 電気工事士               |
| 無線技術士               |
| 無線通信士               |
| 自動車整備士             |
| 浄化槽管理士             |
| 施工管理技士             |
| 技能士                   |

| 資格名                 | 関連資格等 | 備考 |
| ---------------------- | ---------- | ---- |
| 情報処理安全確保支援士 |            |      |
| 技術士情報工学部門     |            |      |

| 資格名         | 関連資格等 | 備考 |
| -------------- | ---------- | ---- |
| 全国通訳案内士 |            |      |
| 地域通訳案内士 |            |      |

| 資格名                 |
| ---------------------- |
| 医師                   |
| 歯科医師               |
| 獣医師                 |
| 薬剤師                 |
| 看護師                 |
| 診療放射線技師         |
| 臨床検査技師           |
| 臨床工学技士           |
| 救急救命士             |
| 理学療法士             |
| 作業療法士             |
| 言語聴覚士             |
| 視能訓練士             |
| 義肢装具士             |
| 柔道整復師             |
| 社会福祉士             |
| 精神保健福祉士         |
| 歯科衛生士             |
| 歯科技工士             |
| はり師                 |
| きゅう師               |
| あん摩マッサージ指圧師 |
| 保育士                 |
| 調理師                 |
| 栄養士、管理栄養士     |
| 介護福祉士             |
| 理容師                 |
| 美容師                 |
| クリーニング師         |